# Nebelsäure
Nebelsäure (auch Säurenebel) ist meist die Bezeichnung für ein Stoffgemisch, das mit einem Mischungsverhältnis von 60:40 oder 50:50 aus Chlorsulfonsäure und Schwefeltrioxid besteht. Beide Stoffe sind stark hygroskopisch und erzeugen deshalb an feuchter Luft dichten, weißen Nebel, wobei Salz- und Schwefelsäure entstehen.

## Verwendung
Nebelsäure wurde hauptsächlich als Nebelmittel oder Kampfstoff mit Nebelwirkung eingesetzt. Die Nebelsäure wurde über Zerstäuberdüsen, Pressluftflaschen und Handpumpen versprüht und erzeugte, je nach Windstärke, große, dichte und ätzende Nebelfelder. Während des Zweiten Weltkriegs wurde die Stoffmischung auch zum Schutz von Fabriken oder militärischen Anlagen gegen Luftangriffe eingesetzt.

## Andere Nebelsäuren
Die Bezeichnung Nebelsäure wird teilweise auch auf andere Stoffe angewandt, die beim Kontakt mit Feuchtigkeit aus der Luft dichte Nebel erzeugen, so auch auf reine Chlorsulfonsäure, sowie Titan(IV)-chlorid oder Siliciumtetrachlorid. Bei allen genannten Stoffen besteht der entstehende Nebel aus Salzsäure.

## Sicherheitshinweise
Die entstehende Salzsäure und Schwefelsäure wirken ätzend auf Haut, Schleimhäute und Augen.